# Mutter Gottes von der immerwährenden Hilfe (Borzymy)
Die Kirche Mutter Gottes von der immerwährenden Hilfe in Borzymy ist ein Bauwerk aus dem beginnenden 19. Jahrhundert. Bis 1945 war sie ein evangelisches Gotteshaus für das ostpreußische Kirchspiel Borszymmen (1936–1938 Borschymmen, 1938–1945 Borschimmen); seither ist sie die römisch-katholische Kirche der Pfarrei Borzymy in der polnischen Woiwodschaft Ermland-Masuren.

## Geographische Lage
Borzymy liegt im südlichen Osten der Woiwodschaft Ermland-Masuren unweit der Grenze zur Woiwodschaft Podlachien, 22 Kilometer östlich der Kreis- und Bistumsstadt Ełk. Die Kirche steht nahe der Kreuzung der Straßen Pisanica (Pissanitzen, 1938–1945: Ebenfelde)–Pomiany sowie Krzyżewo (Krzysewen, 1928–1945 Kreuzborn)–Stożne (Stosznen, 1938–1945 Sprindenau).

## Kirchengebäude
Die Kirche in Borszymmen wurde zwischen 1815 und 1817 errichtet und im Jahr 1817 eingeweiht. Es handelt sich um einen rechteckigen, jetzt verputzten Feldstein- und Ziegelbau, der zunächst ohne Turm entstand. Der auf massivem Fundament stehende hölzerne Kirchturm wurde 1903 eingeweiht; bis dahin hingen die Glocken (sie stammten aus dem Jahr 1860) in einem separaten Glockenturm.
Im Jahr 1914 wurde die Kirche grundlegend renoviert und erhielt geschnitztes Balkenwerk, eine farbige und flache Holzdecke sowie bemalte Emporen. Der Kanzelaltar war ein Werk aus dem Jahr 1928. Bei dem Tauftisch handelt es sich um eine Eisengussarbeit von 1850/1860.
Bis 1945 wurde die Kirche von der damals evangelischen Kirchengemeinde genutzt; danach übernahm sie die katholische Gemeinde, die sie – zuletzt noch in den Jahren 1999 und 2000 – ihren liturgischen Gewohnheiten baulich anpasste und ihr den Namen der Kościół Matki Bożej Nieustającej Pomocy (deutsch Kirche der Mutter Gottes von der immerwährenden Hilfe, kurz: Maria-Hilf-Kirche) gab.

## Kirchengemeinde

### Evangelisch

#### Kirchengeschichte
Borszymmen wurde erst im Jahr 1803 ein Kirchdorf. Bis dahin war der Ort in das Kirchspiel Lissewen (polnisch Lisewo) eingepfarrt. Als dort 1803 zum zweiten Mal die Kirche abgebrannt war, entschloss man sich, die Pfarrei in das günstiger gelegene Dorf Borszymmen zu verlegen.
Im Jahr 1815 konnte man hier mit dem Kirchbau beginnen, der sich bis 1817 hinzog. Die Kirche wurde somit im 300-jährigen Jubiläumsjahr der lutherischen Reformation in Dienst genommen. Die Pfarrstelle war von 1817 bis 1945 ununterbrochen besetzt. Bis 1945 war die Kirchengemeinde Borszymmen (resp. Borschymmen, Borschimmen) in den Kirchenkreis Lyck in der Kirchenprovinz Ostpreußen der Evangelischen Kirche der Altpreußischen Union eingegliedert. 1925 zählte sie 1.850 Gemeindeglieder, zu denen nach 1905 noch 800 Gemeindeglieder aus der in die Pfarrei einbezogenen Filialkirche in Prawdzisken (1934–1945 Reiffenrode, polnisch Prawdziska) kamen. Das Kirchenpatronat oblag den staatlichen Behörden.
Flucht und Vertreibung der einheimischen Bevölkerung setzten der evangelischen Kirchengemeinde in Borzymy ein Ende. Heute orientieren sich die wenigen hier lebenden evangelischen Kirchenglieder zur Kirchengemeinde in der Kreisstadt Ełk (Lyck), einer Filialgemeinde der Pfarrei in Pisz (deutsch Johannisburg) in der Diözese Masuren der Evangelisch-Augsburgischen Kirche in Polen.

#### Kirchspielorte (bis 1945)
Zum Kirchspiel Borszymmen gehörten zwischen 1803 und 1945 neben dem Pfarrort zwölf Orte, Ortschaften bzw. Wohnplätze:
| Name       | Änderungsname 1938 bis 1945 | Polnischer Name |  | Name        | Änderungsname 1938 bis 1945 | Polnischer Name |
| ---------- | --------------------------- | --------------- |  | ----------- | --------------------------- | --------------- |
| *Burnien   |                             | Burnie          |  | Marienhof   |                             | Ryczywół        |
| Duttken    | Petzkau                     | Dudki           |  | Przepiorken | (ab 1923) Wachteldorf       | Przepiórki      |
| *Gronsken  | Steinkendorf                | Grądzkie Ełckie |  | *Romanowen  | Heldenfelde                 | Romanowo        |
| Imionken   |                             | Imionki         |  | Romotten    |                             | Romoty          |
| Jendreyken | Andreken                    | Jędrzejki       |  | *Skrzypken  | (ab 1926) Geigenau          | Skrzypki        |
| *Lyssewen  | Lissau (Ostpr.)             | Lisewo          |  | *Stosznen   | (ab 1936) Sprindenau        | Stożne          |

#### Pfarrer (bis 1945)
Die Pfarrstelle in Borszymmen war bis 1945 mit elf evangelischen Geistlichen besetzt:
- Ferdinand Emanuel Floeß, 1817–1826
- Martin Friedrich Szczesny, 1826–1837
- Carl August Maletius, ab 1837
- Johannes Otto Hermann Gawlick, 1847–1865
- Johann Wilhelm Ebel, 1865–1873[7]
- Oskar Heinrich von Herrmann, 1874–1894
- L. Hermann Rudolf Hassenstein, 1895–1922
- Ernst Willamowski, 1922–1930
- Siegfried Hecht, 1931–1936
- Kurt Bodschwinna, 1937–1939
- Karl Czarkowski, 1941–1945

#### Kirchenbücher
Von den Kirchenbüchern der Pfarrei Lyssewen bzw. Borszymmen/Prawdisken haben sich erhalten:
- bei der Deutschen Zentralstelle für Genealogie in Leipzig: Taufen (1706–1874), Trauungen (1803–1817), Begräbnisse (1803–1817)
- bei dem Evangelischen Zentralarchiv in Berlin-Kreuzberg: Konfirmationen (1921–1944), Kommunikanten (1934–1944).

### Römisch-katholisch
In der Region Borszymmen lebten bis 1945 nur sehr wenige Katholiken. Sie waren in die Pfarrei St. Andreas in Prawdzisken (1934–1945 Reiffenrode, polnisch Prawdziska) eingepfarrt, die zum Dekanat Masuren II (Amtssitz: Johannisburg, polnisch Pisz) im Bistum Ermland gehörte. In Kriegsfolge siedelten sich nach 1945 in Borzymy zahlreiche polnische Bürger meist katholischer Konfession an. Sie übernahmen die bisher evangelische Kirche als ihr Gotteshaus. Bis 1985 waren sie noch in die Pfarrei Prawdziska eingegliedert und ab 1989 zur Pfarrei Pisanica (Pissanitzen, 1938–1945 Ebenfelde). Im Jahr 1992 wurde in Borzymy eine eigene Parafia errichtet, die zum Dekanat der schon in der Woiwodschaft Podlachien gelegenen Stadt Rajgród im Bistum Ełk der Römisch-katholischen Kirche in Polen gehört.